# Teresa Macrì
Teresa Macrì (Catanzaro, 1960) è una critica d'arte e scrittrice italiana.

## Biografia
Si è laureata in lettere moderne con indirizzo critico-artistico all'Università "La Sapienza" di Roma. La sua ricerca è legata alla teoria critica contemporanea e all'indagine della arte visuale. Ha curato mostre, partecipato a Festival di performance art e tecnologia e di cinema e condotto programmi culturali per Rai Radio3. Insegna Fenomenologia delle arti contemporanee all'Accademia di Belle Arti di Roma.
Collabora col quotidiano Il manifesto e altre testate. È autrice di saggi sui temi del mondo artistico contemporaneo, ha scritto del corpo come oggetto artistico in treccani.it.

### Il corpo postorganico - Sconfinamenti della performance
Il suo primo libro Il corpo postorganico - Sconfinamenti della performance (1996) analizza la centralità del corpo come territorio di controllo socio-culturale e politico e la sua ridefinizione bio-tecnologica. La corporeità è intuita come ibridazione tra organico e inorganico, tra materia biologica e chip al silicio attraverso le innovazioni dell’ingegneria genetica e delle neuroscienze. A questa contaminazione tra carne e tecnologia si connette la fenomenologia artistica di performers come Orlan, Stelarc, Marcel·lí Antúnez Roca, Matthew Barney, Jana Sterbak, Paul McCarthy, Janine Antoni, Mike Kelley. Nel 1996, Marco Ferreri, ispirandosi al saggio della Macrì, aveva scritto la sceneggiatura per realizzarne un film, purtroppo mai portato a termine poiché il regista è deceduto a Parigi nel maggio 1997.

### Postculture
Il titolo Postculture (2002) indica un viaggio sincretico tra l’arte internazionale dell’ultimo decennio e la critica dei post-colonial studies soffermandosi sulle rappresentazioni artistiche che prendono forma in quei territori geografici (Afriche, America latina) dove il processo di decolonizzazione è vissuto come ricostruzione identitaria.

### In the Mood for Show
In the Mood for Show (2008), azzarda il legame che intercorre tra arte e pop culture attraverso la riflessione del concetto di “spettacolare” che assoggetta la società contemporanea. L’indagine è una collisione di arte, musica, cinema, filosofia, art-market, comunicazione, tecnologia, favole, video sharing, social broadcast esperienze underground e entertainment intese come merce simulacrale che dominano la società dello spettacolo.

### Politics/Poetics
Il volume Politics/Poetics (2017) è dedicato all’analisi e alla fusione dei due concetti politica e poetica all’interno dell’opera d’arte. La loro corrispondenza, indagata attraverso le ricerche dei due artisti Jeremy Deller e Francis Alÿs si afferma in una attitudine anticonvenzionale e dissidente all’interno del sistema dell’arte contemporanea. La corrispondenza di politica e poetica viene esaminata in una rete di connessioni molteplici che includono il situazionismo, il marxismo, la pop music, il rock, surrealismo e dadaismo, psicanalisi e Visual Studies. E, per affinità, si connettono tra loro artisti come Phil Collins, Mike Kelley, Allan Kaprow, André Cadere, Group Material, Vito Acconci , Hélio Oiticica, Akram Zaatari, Santiago Sierra, Bas Jan Ader, Lawrence Weiner, registi come Elia Suleiman, Harmony Korine e Alejandro González Iñárritu e nondimeno a Stuart Hall e Antonio Gramsci, Hannah Arendt e Guy Debord e il Cinéma vérité.

### Fallimento
Fallimento è un’indagine trans-generazionale che approfondisce il concetto di fallimento come antitesi della dimensione ostentativa del successo. La dimensione del fallimento, rimossa dalla sfera della coscienza contemporanea e predisposta invece sull’efficienza della prestazione e sul conformismo dei canoni viene invece rilanciata, come energia ricostituiva e vitalistica attraverso l’opera d’arte. Al contempo rinvia alla metafora del fallimento ideologico, politico e culturale della società consumistica. Vari gli autori focalizzati: Cesare Pietroiusti, Chris Burden, Iggy Pop, Maurizio Cattelan, Bruce Nauman, John Baldessari, Marcel Broodthaers, Bas Jan Ader, Tacita Dean, Fischli & Weiss, Francis Alÿs, Harald Szeemann, Robert Smithson, Jeremy Deller, Walter De Maria, Sislej Xhafa, Superflex, Francesco Arena ed altri.

### Pensiero discordante
Il pensiero discordante su cui l’autrice insiste nelle pagine del libro è quel pensiero che si smarca dalle convenzioni e dai valori che regolano la piattezza culturale e contrattacca con il riposizionamento dell'essere pensante, determinando la decostruzione dell'ordine simbolico dominante. In questa epoca di deriva, in cui buona parte del pianeta appare ipnotizzato in una univoca visione del mondo, compiaciuta di se stessa e sublimata da meccanismi di produzione del consenso, è necessario fermarsi e ragionare sulle sollecitazioni che si distaccano da essa. A ciò contribuiscono gli artisti e i pensatori con le loro utopie estetiche, i loro paradossi, le loro metafore, i loro sovvertimenti estetici e l'attitudine a fare e disfare i mondi. John Giorno, Francis Alÿs, Luca Vitone, Sislej Xhafa, John Cage e Luca Guadagnino, tra gli altri, delineano un orizzonte destabilizzante, che riorganizza un pensiero “altro”.

### Slittamenti della performance. Volume 1. Anni 1960-2000
Slittamenti della performance, Volume I. Anni 1960 - 2000 tratta l'avventura performatica dalla sua nascita alla fine del millennio, seguendone le vicissitudini, le significazioni e gli sconfinamenti che, come medium di contestazione delle categorie socio-politiche e artistiche, ha sviluppato negli anni. Il saggio è un excursus critico e non edulcorato che si insinua nelle esasperazioni fisiche di Gina Pane, Ulay e Marina Abramovic, Vito Acconci, Chris Burden, Guerilla Art Action Group e gli Azionisti viennesi, nel femminismo radicale di Judy Chicago, Carolee Schneemann, Yayoi Kusama, Valie Export ed altre, passando per gli artisti apolidi come i Coum Transmission, Leigh Bowery, Joan Jonas, Luigi Ontani, Urs Lüthi, Rebecca Horn, James Lee Byars, Hélio Oiticica, Jannis Kounellis e molti altri e fino alla ridiscussione corporea della Black Identity di David Hammons, Adrian Piper, Senga Nengudi e Lorraine O'Grady. Negli anni Novanta, il corpo è slittato alla mutevolezza dell'epoca postumana dove Matthew Barney, Jana Sterbak, Janine Antoni, Paul McCarthy, Mike Kelly, Bruce Nauman, Félix González-Torres e molti altri artisti esplorano le geometrie corporee per caricarli di nuovi significati e mitologie postmoderne. Il corpo postorganico, che ibrida materia organica e inorganica, diventa l'orizzonte dei performer ORLAN, Marcel.Lì Antúnez Roca e Stelarc, che attraverso la prostetica e le nanotecnologie, rivitalizzano la performance alla fine secolo scorso.

## Opere
- Slittamenti della performance. Volume 1. Anni 1960-2000, Postmedia Books, 2020 - ISBN 9788874902750
- Política/Poética, Coleção Máquinas de Guerra, Filosofia/Política/Artes, Faculdade de Letras de Universidade do Porto, Porto, 2019 - ISBN 9789895429127
- Pensiero discordante, Postmedia Books, 2018 - ISBN 9788874902101
- Fallimento, Postmedia Books, 2017 - ISBN 9788874901845
- Politics/Poetics , Postmedia Books, 2014 - ISBN 9788874901104
- In The Mood For Show , Meltemi Editore, 2008 - ISBN 8883536665
- Il corpo postorganico , Costa & Nolan, 2006 - ISBN 8874370504
- Postculture , Meltemi Editore, 2002 - ISBN 8883531515
- Cinemacchine del desiderio , Costa & Nolan, 1998 - ISBN 887648342X
- Il corpo postorganico, Costa & Nolan, 1996 - ISBN 8874370504
- Splatter, Stampa Alternativa, 1993